# Нанси Пелоси
Нанси Патриша Д'Алесандро Пело̀си (на английски: Nancy Patricia D'Alesandro Pelosi) е американски политик от Демократическата партия.

## Биография
Тя е бивш председател (дословно от английски: speaker – „говорител“) на Камарата на представителите в 110-ия и 111-ия, а впоследствие на 116-ия и на 117-ия конгрес на САЩ (Конгресът има мандат от 2 години). Тя е член на Камарата на представителите от 1987 г. и е лидер на парламентарната група на демократите от 2003 г. до 2023 г.
Родена е на 26 март 1940 г. в Балтимор, Мериленд в семейство с италиански корени. Сключва брак с Пол Пелоси и впоследствие семейството се мести да живее в Сан Франциско. Има 5 деца. Нанси Пелоси става представител на Осмия конгресен район на Калифорния в Камарата на представителите, преди да бъде избрана за неин председател.
В историята Пелоси остава като първата жена, първия американец от италиански произход и първия калифорниец, който работи като говорител на Камарата на представителите.
През 2018 г. е повторно избрана за говорител на камарата, когато демократите печелят мнозинство в 116-ия конгрес. Според поредността на заместниците на президента на САЩ в извънредни случаи Пелоси би била втори заместник на американския президент (след вицепрезидента), което я прави най-старшата жена политик в историята на САЩ.
На междинните избори през 2022 г. републиканците си връщат контрола над Камарата на представителите, като по този начин поставят край на второто ѝ председателство. Тя обявява скоро след това, че напуска поста си на лидер на Демократическата група в Камарата, но потвърждава, че остава член на Камарата и ще продължи да бъде представител на Сан Франциско.